# Neoheterandria
Genre
Le genre Neoheterandria regroupe plusieurs espèces de poissons de la famille des Poeciliidae.

## Liste des espèces
Selon Fishbase:
- Neoheterandria cana (Meek & Hildebrand, 1913)
- Neoheterandria elegans Henn, 1916
- Neoheterandria tridentiger (Garman, 1895)